# إغناء حيوي

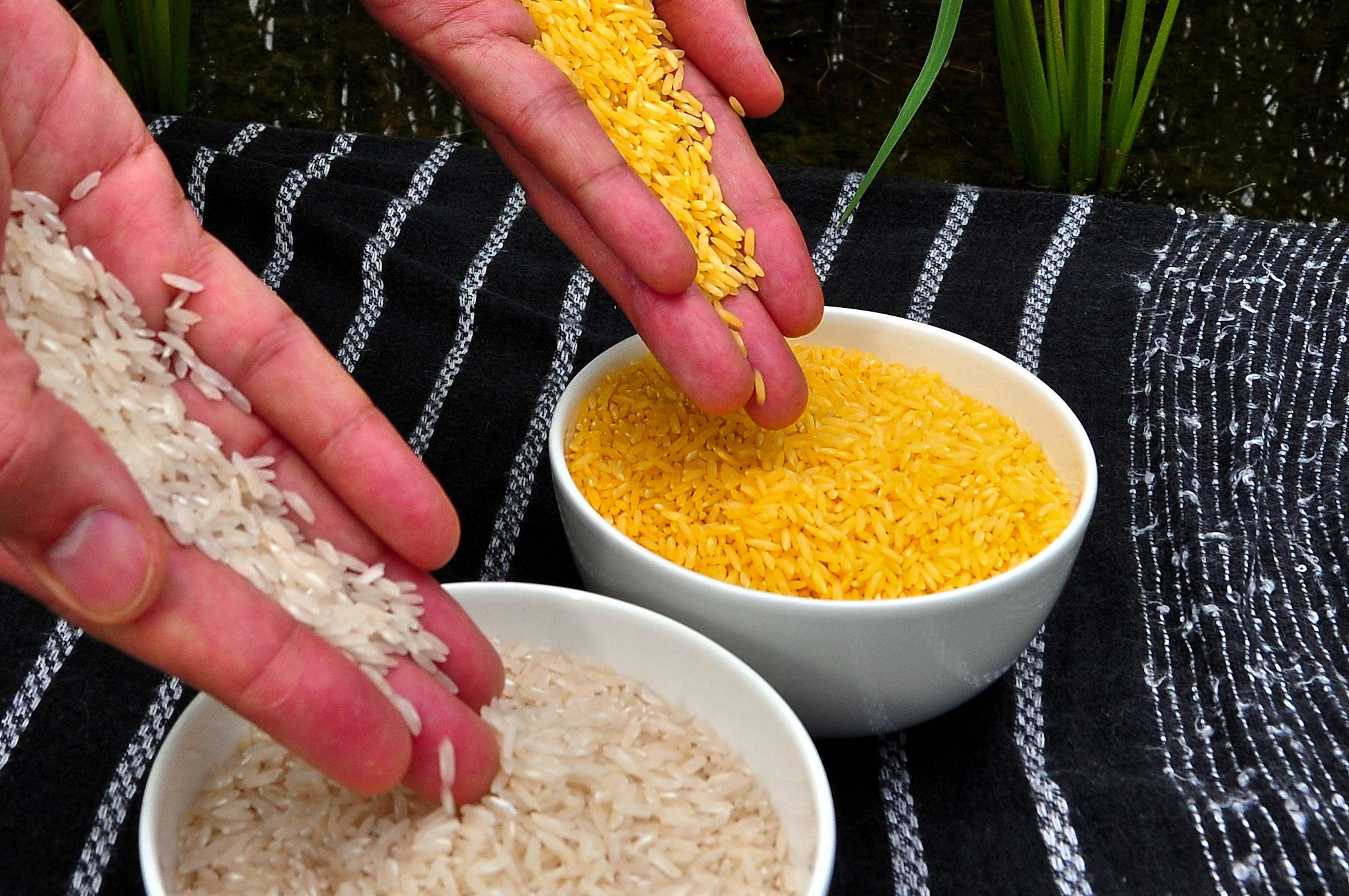
الأرز الذهبي، مثال على التدعيم الحيوي باستخدام الهندسة الوراثية. أتي اللون الذهبي للحبوب من زيادة كميات بيتا كاروتين.

الإغناء الحيوي   أو التعزيز الحيوي أو التدعيم الحيوي هو تربية المحاصيل لزيادة قيمتها الغذائية.   يمكن القيام بذلك إما من خلال الاصطفاء الاصطناعي التقليدي،  أو من خلال الهندسة الوراثية. يختلف التدعيم الحيوي عن التدعيم العادي لأنه يركز على جعل الأطعمة النباتية مغذية أكثر أثناء نمو النباتات، بدلاً من إضافة العناصر الغذائية إلى الأطعمة عند معالجتها.
يعد هذا تحسينًا مهمًا في التدعيم العادي عندما يتعلق الأمر بتوفير العناصر الغذائية لفقراء الريف، الذين نادرًا ما يحصلون على الأطعمة المدعمة تجاريًا. على هذا النحو، يُنظر إلى التدعيم الحيوي على أنه استراتيجية قادمة للتعامل مع نقص المغذيات الدقيقة في البلدان المنخفضة والمتوسطة الدخل. في حالة الحديد، قدرت منظمة الصحة العالمية أن التدعيم البيولوجي يمكن أن يساعد في علاج 2 مليار شخص يعانون من فقر الدم الناجم عن نقص الحديد.

## الطرق
يتم تربية النباتات باستخدام إحدى طريقتين رئيسيتين:
التربية الانتقائية
باستخدام هذه الطريقة، يقوم مربو النباتات بالبحث في بنوك البذور أو الأصول الوراثية عن الأصناف الموجودة من المحاصيل التي تحتوي بشكل طبيعي على نسبة عالية من العناصر الغذائية. ثم يقوموا بعد ذلك بتهجين هذه الأصناف ذات المغذيات العالية مع أصناف ذات إنتاجية عالية من المحاصيل، لتوفير بذور ذات إنتاجية عالية وقيمة غذائية متزايدة. يجب تربية المحاصيل بكميات كافية من العناصر الغذائية ليكون لها تأثير إيجابي يمكن قياسه على صحة الإنسان. على هذا النحو، يجب تطويرها بمشاركة خبراء التغذية الذين يدرسون ما إذا كان مستهلكو المحاصيل المحسنة يمكنهم امتصاص العناصر الغذائية الإضافية، ومدى تأثير تخزين المحاصيل ومعالجتها وطهيها على مستويات العناصر الغذائية المتاحة.تم تطوير قمح الخبز الذي يحتوي على نسبة عالية من الحديد والزنك من خلال التربية الإشعاعية.
وهذه الطريقة هي السائدة في الوقت الحاضر، فهي أقل إثارة للجدل من المحاصيل المعدلة وراثيا.
التعديل الجيني
الأرز الذهبي هو مثال على المحاصيل المعدلة وراثيا التي تم تطويرها لقيمتها الغذائية. يحتوي الإصدار الأخير من الأرز الذهبي على جينات من بكتيريا التربة الشائعة إروينيا والذرة، ويحتوي على مستويات متزايدة من البيتا كاروتين الذي يمكن للجسم تحويله إلى فيتامين أ. يجري تطوير الأرز الذهبي كوسيلة جديدة محتملة لمعالجة نقص فيتامين أ.